# مدار ۸۲ درجه شمالی
مدار ۸۲ درجه شمالی، دایره‌ای از عرض جغرافیایی است که در ۸۲ درجهٔ شمالی خط استوا  قرار دارد.

## گذر از مناطق
از نصف‌النهار مبدأ شروع می‌شود و به سمت مشرق ۸۲ درجه شمالی از موارد زیر گذر می‌کند:
| مختصات‌ها                                           | کشور، قلمرو یا دریا  | توضیحات                                                      |
| -------------------------------------------------- | -------------------- | ------------------------------------------------------------ |
| ۸۲°۰′ شمالی ۰°۰′ شرقی / ۸۲٫۰۰۰°شمالی ۰٫۰۰۰°شرقی    | اقیانوس منجمد شمالی  | گذرکردن از شمال Rudolf Island, مجمع‌الجزایر فرانز جوزف, روسیه |
| ۸۲°۰′ شمالی ۸۹°۰′ غربی / ۸۲٫۰۰۰°شمالی ۸۹٫۰۰۰°غربی  | کانادا               | نوناووت - جزیره الزمیر                                       |
| ۸۲°۰′ شمالی ۶۲°۳۴′ غربی / ۸۲٫۰۰۰°شمالی ۶۲٫۵۶۷°غربی | Nares Strait         |                                                              |
| ۸۲°۰′ شمالی ۵۹°۳۰′ غربی / ۸۲٫۰۰۰°شمالی ۵۹٫۵۰۰°غربی | گرینلند              | سرزمین اصلی و Hendrik Island                                 |
| ۸۲°۰′ شمالی ۵۱°۱۳′ غربی / ۸۲٫۰۰۰°شمالی ۵۱٫۲۱۷°غربی | Sherard Osborn Fjord |                                                              |
| ۸۲°۰′ شمالی ۴۹°۵۵′ غربی / ۸۲٫۰۰۰°شمالی ۴۹٫۹۱۷°غربی | گرینلند              |                                                              |
| ۸۲°۰′ شمالی ۴۶°۳′ غربی / ۸۲٫۰۰۰°شمالی ۴۶٫۰۵۰°غربی  | Victoria Fjord       |                                                              |
| ۸۲°۰′ شمالی ۴۴°۵۳′ غربی / ۸۲٫۰۰۰°شمالی ۴۴٫۸۸۳°غربی | گرینلند              |                                                              |
| ۸۲°۰′ شمالی ۳۱°۴′ غربی / ۸۲٫۰۰۰°شمالی ۳۱٫۰۶۷°غربی  | Independence Fjord   |                                                              |
| ۸۲°۰′ شمالی ۲۸°۳۷′ غربی / ۸۲٫۰۰۰°شمالی ۲۸٫۶۱۷°غربی | گرینلند              |                                                              |
| ۸۲°۰′ شمالی ۲۴°۳۶′ غربی / ۸۲٫۰۰۰°شمالی ۲۴٫۶۰۰°غربی | Independence Fjord   |                                                              |
| ۸۲°۰′ شمالی ۲۳°۱۱′ غربی / ۸۲٫۰۰۰°شمالی ۲۳٫۱۸۳°غربی | گرینلند              |                                                              |
| ۸۲°۰′ شمالی ۲۱°۶′ غربی / ۸۲٫۰۰۰°شمالی ۲۱٫۱۰۰°غربی  | اقیانوس منجمد شمالی  |                                                              |
| ۸۲°۰′ شمالی ۱۹°۳۰′ غربی / ۸۲٫۰۰۰°شمالی ۱۹٫۵۰۰°غربی | گرینلند              | Prinsesse Thyra Island                                       |
| ۸۲°۰′ شمالی ۱۸°۵۷′ غربی / ۸۲٫۰۰۰°شمالی ۱۸٫۹۵۰°غربی | اقیانوس منجمد شمالی  |                                                              |
| ۸۲°۰′ شمالی ۱۸°۰′ غربی / ۸۲٫۰۰۰°شمالی ۱۸٫۰۰۰°غربی  | گرینلند              | Prinsesse Margarethe Island                                  |
| ۸۲°۰′ شمالی ۱۷°۵۰′ غربی / ۸۲٫۰۰۰°شمالی ۱۷٫۸۳۳°غربی | اقیانوس منجمد شمالی  |                                                              |